# Yes Sir, That’s My Baby
Yes Sir, That’s My Baby ist ein Lied, das Walter Donaldson (Musik) und Gus Kahn (Text) verfassten und 1925 veröffentlichten.

## Entstehungsgeschichte des Songs
Bei einem Besuch Gus Kahns bei Eddie Cantor in Greak Neck (Long Island) spielte dieser mit einem aufziehbaren Spielzeugschwein, das einer Tochter Cantors gehörte. Der Rhythmus des Spielzeugs brachte den Liedtexter auf die Idee für die Eröffnungssequenz des in E-Dur geschriebenen Songs Yes Sir, That’s My Baby; Walter Donaldson ergänzte die weitere Musik (in der Form AABA), die minimalistisch angelegt ist. Jede A-Sektion des Refrains spielt sich nur innerhalb von zwei Noten ab; auch die Harmonien sind einfach, wie auch der Liedtext.

## Erste Aufnahmen
Der Song hatte in den Vereinigten Staaten durch die Coverversionen von Eddie Cantor, Lillian Roth, Gene Austin und Ben Bernie großen Erfolg. Zu den ersten Musikern, die den Song ab 1925 aufnahmen, gehörten Ace Brigode & His Fourteen Viginians, die Studioformation Varsity Eight (um Tommy und Jimmy Dorsey, Adrian Rollini und Stan King), The Georgia Melodians, Sara Martin, Blossom Seeley und Coon-Sanders Original Nighthawks Orchestra, in Berlin Bela Dajos und Bernard Etté, in London Jean Wiener und Clément Doucet.

## Spätere Coverversionen
Der Diskograf Tom Lord listet im Bereich des Jazz insgesamt 281 (Stand 2015) Coverversionen, u. a. von Harry Reser, Nat King Cole und Etta Jones.
Yes Sir, That’s My Baby